# Pamer
Pamer – jezioro w Polsce w województwie warmińsko-mazurskim, w powiecie giżyckim, w gminie Wydminy.

## Położenie
Jezioro leży na Pojezierzu Mazurskim, w mezoregionie Wielkich Jezior Mazurskich, w dorzeczu Pisa–Narew–Wisła. Znajduje się około 12 km w kierunku północnym od Orzysza. Na północnym brzegu leży osada Pamry, na wschodnim natomiast znajdują się Rostki. Jezioro ma połączenie od południa poprzez rów z jeziorem Pamerek. Z jeziora wypływa od zachodu ciek wodny o nazwie Staświnka, który wpada finalnie do jeziora Wojnowo.
Linia brzegowa mało rozwinięta. Brzegi wysokie i pagórkowate, gdzieniegdzie strome. W otoczeniu znajdują się łąki i pola.
Zbiornik wodny według typologii rybackiej jezior zalicza się do sandaczowych.
Zgodnie z typologią abiotyczną zbiornik wodny został sklasyfikowany jako jezioro o wysokiej zawartości wapnia, o dużym wypływie zlewni, niestratyfikowane, leżące na obszarze Nizin Wschodniobałtycko-Białoruskich (6b).
Jezioro leży na terenie obwodu rybackiego Jeziora Pamer w zlewni rzeki Pisa – nr 13.
Przed 1950 jezioro nosiło niemiecką nazwę Pammers See.

## Morfometria
Według danych Instytutu Rybactwa Śródlądowego powierzchnia zwierciadła wody jeziora wynosi 60,5 ha. Średnia głębokość zbiornika wodnego to 3,1 m, a maksymalna – 6,2 m. Lustro wody znajduje się na wysokości 146,4 m n.p.m. Objętość jeziora wynosi 1886,4 tys. m³. Maksymalna długość jeziora to 950 m a szerokość 800 m. Długość linii brzegowej wynosi 4250 m.
Inne dane uzyskano natomiast poprzez planimetrię jeziora na mapach w skali 1:50 000 według Państwowego Układu Współrzędnych 1965, zgodnie z poziomem odniesienia Kronsztadt. Otrzymana w ten sposób powierzchnia zbiornika wodnego to 63,5 ha, a wysokość bezwzględna lustra wody – 146,4 m n.p.m.

## Przyroda
Roślinność przybrzeżna uboga, dominuje trzcina i tatarak. Wśród niezbyt obfitej roślinności zanurzonej występują m.in. rogatek i jaskier krążkolistny.
Jezioro znajduje się na terenie Obszaru Chronionego Krajobrazu Jezior Orzyskich o łącznej powierzchni 21 153,0 ha.